# The Woman's Signal
The Woman's Signal est un magazine féministe hebdomadaire britannique, publié du 4 janvier 1894 au 23 mars 1899. Il a pour origine le Woman's Herald (1891-1893), lui-même issu du Women's Penny Paper. Il est publié par Lady Henry Somerset (en) et Annie Holdsworth (en) jusqu'en septembre 1895, puis par Florence Fenwick-Miller jusqu'à l'arrêt de sa publication. Il est édité par Marshall & Son, 125, Fleet Street, paraît chaque jeudi et coûte 1 penny.